# Exaculum pusillum
Exaculum pusillum là một loài thực vật có hoa trong họ Long đởm. Loài này được (Lam.) Caruel mô tả khoa học đầu tiên năm 1886.